# Richard Isay
Richard A. Isay (* 13. Dezember 1934 in Pittsburgh, Pennsylvania; † 28. Juni 2012 in New York City) war ein US-amerikanischer Psychiater. Er war Professor für Psychiatrie am Weill Cornell Medical College der Cornell University. Er setzte sich für eine veränderte und liberale Sichtweise der Psychoanalyse auf die Homosexualität ein.

## Leben
Nach seiner Ausbildung am Haverford College und der School of Medicine and Dentistry der University of Rochester schloss er seine Psychiatrie-Ausbildung an der Yale University ab und war dann am Western New England Psychoanalytic Institute tätig.
Obwohl die American Psychiatric Association Homosexualität bereits seit 1973 nicht mehr als Krankheit einordnete, blieb die Sichtweise zahlreicher Mitglieder der American Psychoanalytic Association unverändert, wogegen Isay sich engagierte. 1992 drohte Isay – selbst homosexuell –  der Fachgesellschaft mit einem Prozess, sollten die Mitglieder die Diskriminierung von Homosexuellen nicht einstellen. Unterstützt wurde Isay von der American Civil Liberties Union (ACLU). Die Gesellschaft sprach sich daraufhin gegen die Diskriminierung homosexueller Mitglieder aus und unterstützte ab 1997 die gleichgeschlechtliche Ehe.
Isay war in erster Ehe mit Jane verheiratet, in dieser Zeit versuchte er, seine homosexuelle Orientierung zu ändern. Die Ehe wurde 1989, neun Jahre nach seinem Coming Out gegenüber seiner Ehefrau, geschieden. Er lebte anschließend mit Gordon Harrell zusammen, den er 2011 heiratete. Isay starb an einer Krebserkrankung. Er hatte zwei Söhne aus erster Ehe.
Er schrieb über das Thema Psychoanalytik und Homosexualität; zu den Texten gehört unter anderem Being Homosexual. Er gewann 1988 den Lambda Literary Award. 2003 hatte Isay einen Auftritt in dem Film America Undercover – Why Am I Gay?: Stories of Coming Out in America.

## Werke (Auswahl)
- Being Homosexual: Gay Men and Their Development. (Farrar Straus & Giroux), 1988.
  - dt. Schwul sein. Die Entwicklung des Homosexuellen. Piper, München und Zürich 1990, ISBN 3-492-03378-4.
- Becoming Gay: The Journey to Self Acceptance. 1997.
- Commitment and Healing: Gay Men and the Need for Romantic Love. 2006.